# 美國教育部
美国教育部（英语：United States Department of Education）是美国政府的一个内阁级部门，成立于1980年。该部门是在卫生、教育和福利部根据《教育部组织法案》分为教育部和卫生与公众服务部之后成立的，该法案由美国总统吉米·卡特于1979年10月17日签署成为法律。早期的教育部成立于1867年，但一年后迅速降级为教育办公室。
2025年3月11日，即唐纳德·特朗普第二任期开始、特朗普成立政府效率部七周后，教育部宣布将解雇近一半的员工。特朗普在2025年3月20日签署行政命令，宣布将解散该部门。

## 历史沿革

### 成立
1979年10月17日，吉米·卡特總統簽署生效《教育部組織法》(Department of Education Organization Act， Public Law 96-88)。1980年5月4日，教育部開始運行。
《教育部組織法》將原先的“美國衛生、教育及福利部”重組為“美國教育部”以及“美國衛生及公共服務部”，教育部由美國教育部長管理。

### 推动废除
共和党试图关闭教育部的企图可以追溯到1980年代。自成立以来，围绕该部门的党派之争就一直盛行，倾向于进步派的教师工会组织起来反对小布什总统“不让一个孩子掉队”的政策。在新冠病毒大流行期间，由于对学校停课的强烈反对，家长权利运动兴起，关闭工作获得了关键动力。还有人反对进步派政策，有人认为这些针对LGBTQ学生的包容性政策损害了家长权利。
2025年3月3日，琳达·麦克马洪宣誓就任美国第13任教育部长，特朗普强调麦克马洪的目标是关闭教育部。 
2025年3月20日，特朗普总统签署行政命令，正式宣布推动关闭教育部，将教育权力归还给各州和地方社区。

## 机构设置
美国教育部设部长（Secretary，行政等级第一级）、常务副部长（Deputy Secretary，行政等级第二级）、副部长（Under Secretary，行政等级第三级）、助理部长（Assistant Secretary，行政等级第四级〔相当于司局长级〕）四级官员。
部长办公室所辖机构
- 国立教育图书馆
- 通信和外联办公室
- 安全办公室
- 卫生办公室
- 政策办公室
- 教育政策办公室
- 行政法规办公室
- 应急管理办公室
- 教育部警察
- 国际事务办公室
- 国家教育大学
- 首席运营官办公室
- 总法律顾问办公室
- 总监察长办公室（英语：Office of Inspector General）
- 立法和国会事务办公室
- 人权办公室（英语：Office for Civil Rights）
- 教育科技办公室（英语：Office of Educational Technology）
- 教育情报办公室（英语：Office of Educational Intelligence）
- 教育统计办公室
- 教育科学研究院（英语：Institute of Education Sciences）
  - 国家教育统计中心（英语：National Center for Education Statistics）
    - 国家教育进展评估（英语：National Assessment of Educational Progress）
    - 教育资源信息中心（英语：Education Resources Information Center）
- 革新和改进办公室
- 首席财务官办公室
- 管理办公室
- 首席信息官办公室
- 规划、评价和政策开发办公室
  - 预算处
  - 首席采购官办公室
  - 首席人力资源官办公室
  - 首席技术官办公室
  - 首席信息安全官办公室
  - 行政办公室
- 风险管理办公室

美国教育部副部长办公室所辖机构
- 初等和中等教育办公室（英语：Office of Elementary and Secondary Education）
  - 移民教育办公室（英语：Office of Migrant Education）
  - 学生安全和健康办公室（英语：Office of Safe and Healthy Students）
  - 学生成绩和学校责任项目（英语：Student Achievement and School Accountability Programs）
  - 亚裔美国人和太平洋岛民白宫倡议（英语：White House Initiative on Asian Americans and Pacific Islanders）（AAPI）
  - 西班牙裔美国人教育卓越白宫倡议（英语：White House Initiative on Educational Excellence for Hispanics）
  - 美洲印第安人和阿拉斯加原住民教育白宫倡议
  - 非裔美国人卓越教育白宫倡议
- 英语有限熟练学生英语习得、语言提高和学术成绩办公室（OELA）
- 特殊教育和康复服务办公室（英语：Office of Special Education and Rehabilitative Services）
  - 国家残障和康复研究院（英语：National Institute on Disability and Rehabilitation Research）
  - 特殊教育项目办公室（英语：Office of Special Education Programs）
  - 康复服务局（英语：Rehabilitation Services Administration）

美国教育部次长办公室所辖机构
- 中等教育办公室（OPE）
- 职业和成人教育办公室（英语：Office of Career, Technical, and Adult Education）
- 联邦学生援助办公室（英语：Federal Student Aid）
- 总统印第安部落学院和大学顾问委员会（WHITCU）
- 总统黑人历史名人学院和大学顾问委员会（WHIHBCU）

联邦局、中心、委员会、交流所
- 咨询委员会
- 国家评估理事会（NAGB）
- 印第安教育全国咨询委员会（NACIE）
- 联邦机构间教育委员会（FICE）
- 无障碍学生辅导教育辅导材料咨询委员会
- 改善后期教育基金国家委员会（FIPSE）
- 教育设施交流所（英语：Education Facilities Clearinghouse）
- 国家资源中心（英语：National Resource Center）

## 业务
教育部曾是最小的內閣層級聯邦部門，只有約5000名雇員。教育部正式的英文縮寫是ED，而不是DOE（美國能源部英文縮寫）。
不同於其他國家的教育部，美國教育部不干涉課程標準的設置（現今的「有教無類法案」，或稱「不讓任何孩子落後法案」，是個例外），地方及州政府掌管教育權並決定大部分課程。教育部主要的職權在於編列聯邦補助方案，以及執行聯邦關於民權及隱私的教育法案。

## 擴展閱讀
- Radin, Beryl A., and Willis D. Hawley. Politics of Federal Reorganization: Creating the U.S. Department of Education (1988)

## 外部連結
- United States Department of Education Official Website （页面存档备份，存于）
- Department of Education （页面存档备份，存于） in the Federal Register
- How is the Department of Education Organized （页面存档备份，存于）
- ERIC Digests （页面存档备份，存于） – Informational digests on educational topics produced by the U.S. Department of Education before 1983.